# Vasil Makuh
Vasil Omelianovici Makuh (în ucraineană Василь Омелянович Макух; n. 14 noiembrie 1927, Kariv, Raionul Cervonohrad, Liov, Regiunea Liov, Ucraina – d. 5 noiembrie 1968, Kiev, RSS Ucraineană, URSS) a fost un veteran sovietic al celui de-Al Doilea Război Mondial, prizonier politic al Uniunii Sovietice și activist ucrainean, membru al Armatei Insurecționale Ucrainene. 
După ce a fost înrolat în Armata Roșie, în noiembrie 1944, Makuh a dezertat și s-a alăturat Armatei Insurecționale Ucrainene. În februarie 1946, a fost rănit și capturat după un schimb de focuri cu polițiștii de frontieră sovietici și polonezi la granița sovieto-polonă (azi granița dintre Polonia și Ucraina). La 15 februarie 1946, Makuh a fost dus în incinta districtuală a KGB-ului (Ministerul Afacerilor Interne sovietic) din Velîki Mostî și mai târziu la închisoarea nr. 4 din Lviv (cunoscută sub numele de „Brîgidki⁠(d)”). La 11 iulie 1946, Tribunalul Militar al garnizoanei din Lvov l-a condamnat la 10 ani de muncă silnică (katorga) cu cinci ani de detenție (cu „restricționarea drepturilor civile”) plus confiscarea tuturor bunurilor sale. Makuh și-a ispășit pedeapsa în Dubravlag⁠(d), Tabăra Specială nr. 3 (din Mordovia) și în alte lagăre ale gulagului din Siberia. 
La 18 iulie 1955, a fost eliberat și exilat într-o așezare locală, unde a cunoscut o femeie care a ispășit, de asemenea, 10 ani de închisoare. În 1956, ambii au reușit să se întoarcă în Ucraina și, deoarece li se-a interzis să se întoarcă în propria lor regiune, s-au stabilit la Dnipropetrovsk (azi Dnpro), unde s-au căsătorit și Makuh a lucrat ca profesor la o școală.
La 5 noiembrie 1968 s-a sinucis prin autoincendiere pe Hreșiatik, strada principală a Kievului, în semn de protest împotriva stăpânirii sovietice a Ucrainei, împotriva rusificării, precum și împotriva invaziei sovietice în Cehoslovacia.
Înainte de moartea sa, Makuh a strigat „Trăiască Ucraina liberă!” A murit a doua zi. La 6 noiembrie 1968, procuratura din districtul Leninski din orașul Kiev a deschis un dosar penal împotriva lui din cauza sinuciderii, al cărui rezultat nu a fost niciodată făcut cunoscut.